# Merosargus triangulatus
Merosargus triangulatus är en tvåvingeart som beskrevs av Mcfadden 1971. Merosargus triangulatus ingår i släktet Merosargus och familjen vapenflugor. Inga underarter finns listade i Catalogue of Life.